# شچاونگک
شچاونگک (به لهستانی:  Szczawnik) یک روستا در لهستان است که در Gmina Muszyna واقع شده‌است. شچاونگک ۷۶۰ نفر جمعیت دارد.